# Remungol

Remungol este o comună în departamentul Morbihan, Franța. În 1 ianuarie 2018 avea o populație de 970 de locuitori.